# Fegato alla berlinese
Il fegato alla berlinese (in tedesco Leber Berliner Art, lett. "fegato allo stile berlinese", o Kalbsleber, lett. "fegato di vitello") è un piatto tipico di Berlino.

## Preparazione
La ricetta è composta da fegato di vitello, fette di mela cotta e anelli di cipolla.
Le fette di fegato vengono passate nella farina, saltate nel burro e condite. Gli anelli di cipolle vengono rosolati nella stessa padella insieme alle mele. Come accompagnamento del piatto si è soliti fornire anche purè di patate e carote, cavolo rosso o lattuga.